# Cytisus moleroi
Cytisus moleroi är en ärtväxtart som beskrevs av Francisco Javier Fernández Casas. Cytisus moleroi ingår i släktet kvastginster, och familjen ärtväxter. Inga underarter finns listade i Catalogue of Life.